# Peggle 2
Peggle 2 é um jogo eletrônico de puzzle desenvolvido pela PopCap Games. Foi anunciado durante a coletiva de imprensa da Electronic Arts na E3 2013. A PopCap Games anunciou Peggle 2 como um exclusivo temporário para Xbox One. O jogo expande o Peggle original trazendo novas fases, desafios, Mestres Peggle e poderes especiais. A versão para Xbox One foi lançada em 9 de dezembro de 2013, e a versão para Xbox 360, em 7 de maio de 2014.

## Recepção
Mike Splechta, da GameZone, deu à versão de Xbox One do jogo uma nota 9/10, dizendo que "Apesar de ser o melhor amigo de um jogador casual, ainda há algo completamente viciante em Peggle 2".